# كلاوس مان
كلاوس مان (بالألمانية: Klaus Mann). هو روائي وكاتب قصة قصيرة ألماني. كلاوس مان هو الابن الأكبر لتوماس مان، وكان يعمل بالصحافة والنقد المسرحي قبل أن يهاجر في عام 1933 إلى أمستردام. وهناك أصدر صحيفة (المجموعة)، وفي عام 1936 هاجر إلى أمريكا، وهناك شارك في الحرب العالمية الثانية كجندي أمريكي. وفي أثناء سنوات غربته هاجم نظام حكم هتلر. وكتب كتابات سياسية. إلا أنه عانى بسبب كونه ابنا لأب مشهور، على الرغم من أنه استفاد من ذلك أيضاً. وفي عام 1949 مات منتحراً.

## أعماله
- المجموعة «Die Sammlung» (مجلة 1933-1935).
- مفيتسو. رواية نجاح وظيفي «Mephisto. Roman einer Karriere» (كتبت 1936).
- البركان. من وسط المغترين «Der Vulkan. Roman unter Emigranten» (كتبت 1939).
- الهروب إلى الحياة «Escape to Life» (بالتعاون مع شقيقته إريكا مان 1939).
- نقطة تحول «The Turning Point» (سيرة ذاتية 1942، وظهرت بالألمانية بعنوان Der Wendepunkt عام 1952).

## روابط خارجية
- كلاوس مان على موقع IMDb (الإنجليزية)
- كلاوس مان على موقع مونزينجر (الألمانية)
- كلاوس مان على موقع ألو سيني (الفرنسية)
- كلاوس مان على موقع ميوزك برينز (الإنجليزية)
- كلاوس مان على موقع أول موفي (الإنجليزية)
- كلاوس مان على موقع قاعدة بيانات الأفلام السويدية (السويدية)
- كلاوس مان على موقع ديسكوغز (الإنجليزية)
- كلاوس مان على موقع قاعدة بيانات الفيلم (الإنجليزية)
- كلاوس مان على موقع كينوبويسك (الروسية)